# Bulbophyllum linearifolium
Bulbophyllum linearifolium är en orkidéart som beskrevs av George King och Robert Pantling. Bulbophyllum linearifolium ingår i släktet Bulbophyllum och familjen orkidéer. Inga underarter finns listade i Catalogue of Life.